# Капустин, Владимир Михайлович (учёный)
Влади́мир Миха́йлович Капу́стин (24 апреля 1952, г. Баку, АзССР, СССР) — доктор технических наук, профессор. Генеральный директор научно-исследовательского и проектного института нефтеперерабатывающей и нефтехимической промышленности ОАО «ВНИПИнефть» (с 2004 г. по 2017 г.). Заведующий кафедрой технологии переработки нефти факультета химической технологии и экологии Российского государственного университета нефти и газа имени И.М. Губкина (с 2002 г. по настоящее время). Вице-президент по нефтепереработке ОАО «ТНК» (1998-2002 г.), вице-президент по продажам, нефтепереработке и логистике ОАО «ТНК» (1999г.), директор по нефтепродуктам Новолипецкого металлургического комбината (НЛМК) (с 2018 г. по настоящее время).

## Биография
Родился 24 апреля 1952 г. в г. Баку, АзССР, СССР. В 1974 г. с отличием окончил МИНХиГП им. И. М. Губкина по специальности «Радиационная химия», в 1980 г. - аспирантуру там же.
Профессиональная деятельность:
- Стажер-исследователь, младший научный сотрудник (1977-1980).
- Инструктор Октябрьского РК КПСС г. Москвы (1980-1983).
- Старший преподаватель (1983-1985), доцент (1985-1993).
- Депутат Моссовета (1990-1993).
- Профессор с 1993 г.
- Консультант катализаторной компании «Грейс Дэвисон Гбмх.» (1990-1993).
- Консультант американской нефтяной компании «Amoco» (1992-1994).
- Вице-президент компании «АйСиДи» (производство и транспортировка продуктов нефтехимии и нефтепереработки) (1993-1995).
- Консультант катализаторной компании «Критерион» (1995-1996).
- Вице-президент по вопросам торговли и транспортировки нефтепродуктов компании «Витол» (1995-1998).
- Вице-президент по нефтепереработке в ОАО ТНК (1998-2002).
- Генеральный директор ОАО «ВНИПИнефть» (с 2004 по 2017).
- Заведующий кафедрой технологии переработки нефти факультета химической технологии и экологии Российского государственного университета нефти и газа имени И. М. Губкина (с 2002 по н.в.).
- Директор по нефтепродуктам НЛМК (с 2018 по н.в.).

Кандидатская диссертация «Активирование аморфного алюмосиликатного катализатора ионами редкоземельных элементов в реакции крекинга газойлей», МИНХиГП им. И. М. Губкина (1980), докторская диссертация «Регулирование фазовых переходов в каталитических процессах переработки сырья», ГАНГ им. И. М. Губкина (1992).
Главный редактор научно-технического журнала "Мир нефтепродуктов".
Член 2 специализированных докторских советов (РГУ нефти и газа им. И.М. Губкина и РУДН); редакционных коллегий научно-технических журналов ("Нефтехимия", "Катализ в промышленности", "Экология в России"); президиума Российского национального комитета Мирового нефтяного совета; совета генеральных и главных конструкторов, ведущих ученых и специалистов в области высокотехнологичных секторов экономики при Председателе Правительства Российской Федерации.
Вдовец, трое сыновей.

## Научные труды
Автор более 550 научных трудов, из них 9 монографий, 26 учебников и учебных пособий, более 75 авторских свидетельств и патентов, более 450 публикаций.

## Награды и премии
1. Почетное звание «Заслуженный деятель науки Российской Федерации» - 2011г.
2. Ордены Дружбы РФ (2017) и Республики Татарстан (2017).
3. Премии Правительства РФ в области науки и техники:
- 2002г. (за комплекс работ по воздействию специально подобранных высокооктановых добавок в промышленные бензины),
- 2009г. (за разработку комплекса каталитического крекинга вакуумного газойля),
- 2019г. (за разработку новых импортозамещающих технологий производства катализаторов риформинга и их промышленное освоение на нефтеперерабатывающих заводах Российской Федерации).
4. Премия Правительства РФ в области образования - 2018г. (за  учебник по переработке нефти в 4-х томах)
5. Почетный работник топливно-энергетического комплекса- 2012г.
6. Почетный работник высшего профессионального образования Российской Федерации- 2010г.,
7. Почетный нефтехимик Российской Федерации -2011г.,
8. Почетная грамота Министерства регионального развития РФ - 12.05.2008г.,
9. Медаль Республики Татарстан «За доблестный труд» - 15.02.2012г.,
10. Премия РАН РФ им. В.Н. Ипатьева – 12.01.2015г.

## Ученые звания и степени
- Доктор технических наук (с 1992 г.).
- Профессор.
- Академик РАЕН.